# Biskaja
Biskaja (baskijski: Bizkaia, španjolski: Vizcaya) je povijesna baskijska pokrajina u Španjolskoj. Nalazi se u sastavu baskijske autonomne zajednice.

## Etimologija
Danas je u jezikoslovlju (Koldo Mitxelena, itd.) prihvaćeno da je ime Bizkaia srodno baskijskoj riječi bizkar (usp. Biscarrosse u Akvitaniji), s oba toponima zabilježena kako u Baskiji tako i izvan nje. u značenju 'niski greben' ili 'značaj' (Iheldo bizchaya je zabilježeno godine 1141. za brdo Igeldo u Donostiji).

## Uprava
Bizkaia (špa. Vizcaya) je španjolska provincija na sjeveru Španjolske, na sjeveru autonomne zajednice Baskije. Glavni grad pokrajine je Bilbao. Službeni jezik je španjolski i baskijski jezik.

## Nazivi
"Bizkaia" je baskijski naziv koji preporučuje Kraljevska akademija baskijskog jezika, a to se obično koristi na službenim dokumentima na tom jeziku. Također se koristi na dokumentima na španjolskom, što najčešće koriste mediji na španjolskom jeziku u Baskiji. To je također naziv u baskijskom prijevodu španjolskog ustava i baskijske inačice Statuta Autonomije Baskije.
Bizkaia je jedini službeni naziv za povijesni teritorij koji je odobrio  Juntas Generales ove pokrajine.
Vizcaya je naziv na španjolskom,  koji preporučuje Kraljevska španjolska akademija. Koristi se u neslužbenim dokumentima i, općenito, među španjolskim govornicima. Također, to je naziv koji se koristi u španjolskoj inačici Ustava i u španjolskoj inačici Statuta Autonomije Baskije.

## Povijest
Biskaja je naseljena još od srednjega paleolitika, što potvrđuju i arheološki ostaci i slikarije po špiljama slike pronađene u brojnim špiljama.Rimska prisutnost imala je malo utjecaja u regiji, a baskijski jezik i tradicija preživjeli su do današnjih dana.
Biskaja je identificirana u evidenciji iz srednjeg vijeka, kao ovisni teritorij kraljevstva Pamplone (XI st.). Koji je postao samostalan i konačno dio krune Kastilje. Prvi spomen imena Biskaje zabilježen je u darovnici samostanu Bickaga, koji se nalazi na RIA od Mundaka. Prema Antonu Erkoreki, Vikinzi su imali trgovačku bazu tamo odakle su protjerani 825. godine.
U moderno doba, pokrajina postala veliki trgovački i industrijski prostor. Njegova glavna luka Bilbao uskoro je postala glavna Kastiljska vrata prema Europi. Kasnije, u 19. i 20. stoljeću, obilje rude željeza visoke kvalitete i nedostatak feudalnih kasta ubrzali su industrijalizaciju.

### Paleolitik

#### Srednji Paleolitik
Prvi dokazi o ljudskim naseljima ( neandertalci) u Biskaji se javljaju u ovom razdoblju prapovijesti. Musterijensko artefakti pronađeni su u tri mjesta u Biskaji : Benta Laperra (Karrantza), Kurtzia (Getxo) i Murua (Durangoaldea). 

#### Kasni paleolitik
Chatelperronian kultura (obično se povezuje i s neandertalcima) može se naći u Santimamiñe špilji (Kortezubi).
Najvažnijim naseljima modernih ljudi (Homo sapiens) iz ovog razdoblja smatraju se:
- Kultura Aurignacian: Benta Laperra, Kurztia i Lumentxa (Lekeitio)
- Kultura Gravettian: Santimamiñe, Bolinkoba (Durangoaldea) i Atxurra (Markina)
- Kultura Solutrean: Santimamiñe i Bolinkoba
- Kultura Magdalenian: Santimamiñe i Lumentxa

Paleolitska umjetnost je također prisutna. Špilja Benta Laperra ima najstarije slike, možda iz Aurignacian ili Solutrean razdoblja. Bizoni i medvjedi su životinje prikazane na slikama, zajedno s apstraktnim znakovima. Zidne slike iz Arenaze (Sodupe) i Santimamiñe nastale su u kasnijim razdobljima (magdalenijsko razdoblje). U Arenazi ženke jelena su dominantni motiv; Santimamiñe ima bizone, konje, koze i jelene.

#### Epi-paleolitik
Ovo razdoblje ( nazivano ponekad i mezolitsko) u Biskaji dominira Azilijanska kultura. Alati postaju manji i precizniji i, dok je lov ostaje, ribarstvo i skupljanje morskih plodova postaje sve važnije; postoje dokazi i o potrošnji šumskog voća. Santimamiñe je jedno od najvažnijih mjesta u tom razdoblju. Druge su Arenaza, Atxeta ( nedaleko od Santimamiñe ), Lumentxa au blizini Urtiaga i Santa Catalina, zajedno s Bolinkoba i susjedna Silibranka.

### Neolitik
Dok se prvi dokazi neolitske u Baskiji mogu datirati u 4. tisućljeća prije Krista,  tek je početkom 3. tisuljeća prihvaćen, postupno i bez radikalnih promjena, napredak poljoprivrednog uzgoja i pripitomljavanja ovaca. Biskaja nije bila osobito pogođena ovim promjenama, iz ovog razdoblja se mogu naći samo tri nalazišta: Arenaza, Santimamiñe i Kobeaga (Ea) i napredak usvojeni čini ograničen u početku ovaca, koza domaćih i vrlo oskudnom keramike.
Zajedno s neolitskim tehnologijama, pojavili su se i megaliti. Oni će postati najčešći oblici ukopa ( jednostavna dolmena ) do c. 1500 pne.  

### Kalkolitsko i brončano doba
Dok naselja na otvorenom postaju česta kako je broj stanovnika rastao, oni su i dalje koristili špilje i prirodna skloništa u Biskaji u kalkolitsko i brončanog doba. Lov postaje manje važan kao izvor proteina, jer su se ljudi oslanjali na ovce, koze i goveda. Metalni alati postaju sve češći, ali se koriste i oni kameni.
Nalazišta iz ovog razdoblja sada pokrivaju cijelo područje Biskaje, mnogo od njih koji su otvorena naselja, ali najvažnije pećine paleolitika su još uvijek u uporabi.

### Željezno doba
Malo je nalazišta iz ovog razdoblja. Pećine su napuštene najvećim dijelom, ali još uvijek imaju neke ostatke. Glavni pećine prapovijesti (Arenaza, Santimamiñe, Lumentxa) i dalje su naseljene.

### Rimsko razdoblje
Rimski geografi identificiraju dva plemena u području sada poznatom kao Biskaja : Caristii i Autrigones. Caristii su bili nastanjeni u nuklearnoj Biskaji, istočno od estuarija Bilbao, protežući se na sjevernu Arabu i neka područja Gipuzkoe, do rijeke Deba. Autrigones su bili nastanjeni u najzapadnijem dijelu Biskaje i Arabe, šireći se na područja Kantabrije, Burgosa i La Rioje. Na osnovu toponimije, povijesnih i arheoloških dokaza, smatra se da su ova plemena govorila baskijski jezik. Granice biskajskog dijalekta baskijskog izlgeda se poklapaju s Caristianskim teritorijem, uz iznimku područja koja su izgubila stari jezik.
Nema naznaka o otporu rimskoj okupaciji u svim baskijskom području (osim Akvitanije) do kasnog razdoblja kad se počeo stvarati feudalizam. Rimski izvori spominju nekoliko gradova u tom području: Flaviobriga i Portus Amanus iako nije spomenuta njihova lokacija. Mjesto Forua, u blizini Gernike, otkrilo je arheološki dokazi rimske prisutnosti
U kasnom rimskom razdoblju, zajedno s ostatkom Baskije, Biskaja se izgleda pobunila protiv rimske dominacije i rastućeg feudalizma.

### Srednji vijek
U ranom srednjem vijeku, povijest Biskaje se ne može odvojiti od Baskije u cjelini. Područje je bilo de facto samostalno iako su i Vizigoti i Franci pokušali, s vremena na vrijeme, nametnuti svoju vlast. Kontakti između Vizigota i Baska obično su doveli do poraza za potonje. Vizigoti su uspostavili osnove kasnijeg grada Vitoria-Gasteiz kako bi sprječavali upade i migracije Baska iz obalnih područja na sjeveru.
Godine 905., Leoneske kronike definiraju po prvi put Kraljevinu Pamplonu koja uključuje svu zapadnu Baskijiu kao i regiju La Rioja. Područja koja će kasnije činiti Biskaju su bila uključeni u tu državu.
U sukobima koji suodnedavno suverena Kraljevine Kastilije i Pamplone/ Navare imale u 11. i 12. stoljeću, Kastilijance su podržavali mnogi zemljoposjednici iz La Rioje, koji su nastojali konsolidirati svoje posjede po kastilijanskom feudalnom zakonu. Ovi pro-kastiljanski kneževi su bili na čelu dinastije Haro, kojima je na kraju odobrena vladavine novonastalom Biskajom, koja se najprije sastojala od dolina Uribe, Busturia, Markina, Zornotza i Arratia, plus nekoliko gradova i grada Urduina. Nejasno je kada se to dogodilo, ali predaja kaže da je Iñigo López bio prvi knez Biskaje godine 1043.
Regija se ubrzo vratila Navari, ostajući tako sve do kastilijanske invazije 1199. – 1200.
Naslov kneza nasljeđuju potomci Iñiga Lopeza sve dok nije, nasljeđivanjem godine 1370. prešao u ruke Ivana I. od Kastilije. Ta je titula postala jedan od naslova kralja Kastilije. Od tada je ostao povezan s krunom, prvo s onom Kastilije, a potom, od Carlosa I., krunom Španjolske. On je uvjetovan polaganjem prisege kneza i održavanjem fuerosa, kojom se potvrđuje da su posjednici suverenosti Biskajci i da mogu, barem u teoriji, svrgnuti kneza.
Kneževi, a kasnije i kraljevi dolazili su polagati prisegu Statutu kod hrasta u Gerniki, gdje je zasjedala skupština kneževa.

### Suvremeno doba
U suvremeno doba trgovina je preuzela veliku važnost, posebno za luku Bilbao,  kojoj su kraljevi odobriti povlastice godine 1511. za trgovinu s lukama španjolskog carstva. Bilbao je već bio glavna luka Kastilije, odakle sevuna dostavljala u Flandriju, a uvožena druga roba.
Godine 1628., zasebni teritorij Durango je uključen u Biskaju. U istom stoljeću takozvane općine s poveljom zapadno od Biskaje također su uklopljene u različita razdoblja, postavši još jedne podcjelina Biskaje: Encartaciones (Enkarterriak).
Obalni gradovi su imali poveliku vlastitu flotu, uglavnom posvećenu ribolovu i trgovini. Zajedno s drugim baskijskim gradovima Gipuskoe i Lapurdije, oni su u velikoj mjeri bili odgovorni za djelomično izumiranje sjevernoatlantskih pravih kitova (Eubalaena glacialis  ) u Biskajskom zaljevu i prvim nestabilnim naseljima Europljana u Newfoundlandu. Oni su potpisivali zasebne ugovore s drugim silama, osobito u Engleskom.
Nakon Napoleonskih ratova,postojala je opasnost da će Biskaja, zajedno s drugim baskijskim pokrajinama, izgubiti svoju samoupravu od sada liberalne španjolske skupštine. Uz suprotstavljene stranke koje su podržavale različite pretendente za prijestolje, ta želja za zadržvanje prava dopridonijeli su karlističkim ratovima. Biskajska Vlada i ostale baskijske pokrajine podržale su Carlosa V., koji je predstavljao autokratskog monarha koji će očuvati tradiciju.
Mnogi od gradova ipak, prije svega Bilbao, bili su usklađeni s liberalnom vladom u Madridu. Na kraju, s pobjedom anti-karlista, ratovi su rezultirali uzastopnim dokidanjima autonomije Biskaje i drugih pokrajina.
Godine 1850. u Biskaji su otkrivena ogromna nalazišta kvalitetne rude željeza. To je donijelo mnogo stranih ulaganja, uglavnom iz Engleske i Francuske. Razvoj tih resursa doveo je do veće industrijalizacije, koja je napravila Biskaju jednom od najbogatijih pokrajina Španjolske. Zajedno s industrijalizacijom, važne buržoaske obitelji, kao što su Ybarra, Chávarri i Lezama- Leguizamón, razvile su se iz novih izvora bogatstva. Stvorene su velike industrijske (Iberdrola, Altos Hornos de Vizcaya) i financijske grupacije (Banco Bilbao Vizcaya Argentaria - BBVA)

### Dvadeseto stoljeće
Tijekom Druge španjolske republike, Baskijska nacionalistička stranka (EAJ-PNV) upravljala je pokrajinom. Kad je godine 1936. izbio Španjolski građanski rat, Biskaja je stajala na republikanskoj strani protiv vojske Francisca Franca i njegove fašističke ideologije.
Ubrzo nakon toga, Republika je priznala statut autonomije Baskije. Zbog fašističke kontrole velikog dijela njena teritorija, prva kratkotrajna baskijska autonomna zajednica imala je nadzor samo nad Biskajom i nekoliko okolnih sela.
Kako je fašistička vojska napredovala prema zapadu iz Navare, planirana je i podignuta obrana oko Bilbao, zvana željezni pojas. No, inženjer zadužen za to, José Goicoechea, prebjegao je među fašiste, uzrokujući nedovršavenu obranu koja je imala manju korist. Godine 1937., njemački zrakoplovi pod Francovom kontrolom uništili povijesni grad Gerniku, nakon što su manje ozbiljnos bombardirali Durango nekoliko tjedana prije. Nekoliko mjeseci kasnije, Bilbao je pao u ruke fašista. Baskijska vojska (Eusko Gudarostea) se povukla u Santonu, izvan granica Biskaje. Tu su se predali talijanskim snagama (Sporazum u Santoni), ali su ih Talijani prepustili Francu. Ostale republikanske snage smatrale su tu predaju izdajom od strane Baska.
Pod diktaturom Franc Biskaja i Gipuzkoa (isključivo) su proglašene  "izdajničkim provincijama" zbog njihovog protivljenja i oduzeta im je bilo kakva samouprava. 
Tek nakon Francove smrti 1975,  obnovljena je demokracija u Španjolskoj. Ustavom 1978.  prihvaćeni su određeni baskijski zakoni (fuerosi) Statut Guernice odobren je 1979.  a Biskaja, Araba i Gipuskoa formirale su autonomnu zajednicu Baskiju koja danas ima svoj vlastiti parlament.
Tijekom nedavnog demokratskom razdoblja,  kandidati baskijske nacionalističke stranke dosljedno su pobjeđivali na izborima u Biskaji. Nedavni foralni zakon je izmijenjen da se proširi i na grad Urduinu, koji je uvijek koristio opći španjolski građanski zakon.

## Zemljopis
Biskaja graniči s Kantabrijom i Burgosom (unutar autonomne zajedniceKastilja i León) na zapadu, Baskijskom pokrajinom Gipuskoa na istoku, i Alavom na jugu, a na sjeveru izlazi na Biskajski zaljev. Orduña (Urduña) je biskajska enklava smještena između Alave i Burgosa. Općina Lanestosa je unutar županije Enkartazioak je najzapadnija u Biskaji te ujedno i cijeloj Baskiji.

### Klima
Klima je oceanska, s visokim oborina tijekom cijele godine i umjerenim temperaturama, što omogućava rast bujne vegetacije. Temperature su ekstremniji u višim predjelima unutarnje Biskaje, gdje snijeg je češći tijekom zime.

### Osobine
Glavna zemljopisna obilježja pokrajini su:
Južni visoki planinski masivi, dio baskijskog gorja, koje čine trajnu prepreku. Prijevoji su niži od 600 m AMSL. Planinski masivi dijele slijev na atlantski i sredozemni. Ovi rasponi su podijeljeni od zapada prema istoku u Ordunte (Zalama, 1390 m), Salbada (1100 m), Gorbea (1481 m) i Urkiola (Anboto, 1331 m).
Središnji dio koji zauzimaju glavne doline rijeka: Nervion, Ibaizabal i Kadagua. Kadagua teče od zapada prema istoku iz Orduntea, Nervion s juga na sjever od Orduña a Ibaizabal od istoka prema zapadu od Urkiole. Rijeka Arratia teče prema sjeveru od Gorbea i pridružuje se Ibaizabalu. Svaka dolina je odvojena planinama kao Ganekogorta (998m). Ostale planine, kao Oiz, odvajaju glavne doline od sjevernih dolina.
Sjeverne rijeke su: Artibai, Lea, Oka i Butron.
Obala: glavne značajke su estuarij Bilbao, gdje glavne rijeke uviru u more i estuarij Gernika (Urdaibai). Obala je obično visoka, s liticama i malim uvalama i uvalicama.

## Stanovništvo
U pokrajini živi 1.151.905 stanovnika (1. siječnja 2014.), a prostire se na 2.217 km².

## Vanjske poveznice
- Diputación Foral de Vizcaya (španjolski)